# Griffin Yow
Griffin McDorman Yow (Clifton, 25 september 2002) is een Amerikaans voetballer die sinds 2022 uitkomt voor KVC Westerlo.

## Clubcarrière

### DC United
Yow sloot zich in 2017 aan bij de jeugdopleiding van DC United. In maart 2019 ondertekende hij er, als twaalfde academiespeler, een contract. In het seizoen 2019 speelde hij vijftien competitiewedstrijden voor Loudoun United FC, het reservenelftal van DC United in de USL Championship. In datzelfde seizoen maakte hij ook al een paar keer zijn opwachting in het eerste elftal van DC United: naast twee wedstrijden in de Major League Soccer speelde hij ook twee wedstrijden in de US Open Cup. Uiteindelijk speelde hij 32 competitiewedstrijden voor DC United (waarvan een op het MLS is Back Tournament in de zomer van 2020).

### KVC Westerlo
In juli 2022 ondertekende Yow een vierjarig contract bij de Belgische eersteklasser KVC Westerlo. Aanvankelijk kwam hij er in actie in de beloftenploeg van trainer Yoni Buyens, waar hij vlot de weg naar doel vond. Pas in de Europe Play-offs kreeg hij zijn kans in het eerste elftal: op 7 mei 2023 mocht hij een eerste keer kort invallen tegen Cercle Brugge, ook in de laatste vier wedstrijden van het seizoen mocht hij invallen.
In juni 2023 vatte Yow de seizoensvoorbereiding aan met de A-kern van Westerlo. Op 11 juli 2023 scoorde hij voor Westerlo in de oefenwedstrijd tegen PEC Zwolle. Ruim een week later liep hij op training een knieblessure op die hem enkele maanden aan de kant hield. De Amerikaan sloot pas in oktober weer aan. Tijdens de interlandbreak scoorde hij tijdens een oefenduel achter gesloten deuren tegen Lierse Kempenzonen. In de eerste wedstrijd na de interlandbreak van oktober maakte hij zijn comeback: in de competitiewedstrijd tegen RWDM op 21 oktober 2023 liet trainer Jonas De Roeck hem samen met Matija Frigan en Nicolas Madsen in de 73e minuut invallen bij een 1-0-achterstand. In de blessuretijd scoorde Yow de gelijkmaker voor Westerlo, waardoor de Kemphanen weliswaar naar de laatste plaats zakten, maar wel slechts één punt achter KV Kortrijk bleven.

## Clubstatistieken
| Seizoen     | Club           | Competitie         | Competitie | Competitie | Competitie | Beker | Beker | Beker | Internationaal | Internationaal | Internationaal | Totaal | Totaal | Totaal |
| Seizoen     | Club           | Competitie         | Wed.       | Dlp.       | Ass.       | Wed.  | Dlp.  | Ass.  | Wed.           | Dlp.           | Ass.           | Wed.   | Dlp.   | Ass.   |
| ----------- | -------------- | ------------------ | ---------- | ---------- | ---------- | ----- | ----- | ----- | -------------- | -------------- | -------------- | ------ | ------ | ------ |
| 2019        | Loudoun United | USLC               | 15         | 3          | 0          | 0     | 0     | 0     | —              | —              | —              | 15     | 3      | 0      |
| 2020        | Loudoun United | USLC               | 0          | 0          | 0          | 0     | 0     | 0     | —              | —              | —              | 0      | 0      | 0      |
| 2021        | Loudoun United | USLC               | 1          | 0          | 0          | 0     | 0     | 0     | —              | —              | —              | 1      | 0      | 0      |
| 2022        | Loudoun United | USLC               | 2          | 0          | 0          | 0     | 0     | 0     | —              | —              | —              | 2      | 0      | 0      |
| Club Totaal | Club Totaal    | Club Totaal        | 18         | 3          | 0          | 0     | 0     | 0     | 0              | 0              | 0              | 18     | 3      | 0      |
| 2019        | DC United      | MLS                | 2          | 0          | 0          | 2     | 0     | 0     | —              | —              | —              | 4      | 0      | 0      |
| 2020        | DC United      | MLS                | 12         | 2          | 0          | 0     | 0     | 0     | —              | —              | —              | 12     | 2      | 0      |
| 2021        | DC United      | MLS                | 11         | 1          | 1          | 0     | 0     | 0     | —              | —              | —              | 11     | 1      | 1      |
| 2022        | DC United      | MLS                | 7          | 0          | 0          | 2     | 0     | 0     | —              | —              | —              | 9      | 0      | 0      |
| Club Totaal | Club Totaal    | Club Totaal        | 32         | 3          | 1          | 4     | 0     | 0     | 0              | 0              | 0              | 36     | 3      | 1      |
| 2022/23     | KVC Westerlo   | Jupiler Pro League | 5          | 0          | 0          | 0     | 0     | 0     | —              | —              | —              | 5      | 0      | 0      |
| 2023/24     | KVC Westerlo   | Jupiler Pro League | 28         | 7          | 7          | 1     | 0     | 0     | —              | —              | —              | 29     | 7      | 7      |
| 2024/25     | KVC Westerlo   | Jupiler Pro League | 20         | 3          | 3          | 2     | 0     | 0     | —              | —              | —              | 22     | 3      | 3      |
| Club Totaal | Club Totaal    | Club Totaal        | 53         | 10         | 10         | 3     | 0     | 0     | 0              | 0              | 0              | 56     | 10     | 10     |
| TOTAAL      | TOTAAL         | TOTAAL             | 103        | 16         | 11         | 7     | 0     | 0     | 0              | 0              | 0              | 110    | 16     | 11     |

## Interlandcarrière
Yow nam in 2019 met Verenigde Staten –17 deel aan het WK –17 in Brazilië. Hij speelde mee in de groepswedstrijden tegen Senegal en Japan, en kon niet vermijden dat zijn land reeds na de groepsfase naar huis moest. Eerder dat jaar had hij met Verenigde Staten –17 de finale van het CONCACAF-kampioenschap –17 gehaald. Yow was op dat toernooi goed voor vier doelpunten: in de groepsfase scoorde hij tweemaal in de 0-3-zege tegen Guatemala, in de achtste finale scoorde hij eenmaal in de 8-0-zege tegen Guadeloupe, en in de finale tegen Mexico (2-1-verlies) opende hij in de negende minuut de score.